# Bihucourt
Bihucourt is een gemeente in het Franse departement Pas-de-Calais (regio Hauts-de-France) en telt 305 inwoners (1999). De plaats maakt deel uit van het arrondissement Arras.

## Geografie
De oppervlakte van Bihucourt bedraagt 4,7 km², de bevolkingsdichtheid is 64,9 inwoners per km².
De onderstaande kaart toont de ligging van Bihucourt met de belangrijkste infrastructuur en aangrenzende gemeenten.

## Demografie
Onderstaande figuur toont het verloop van het inwonertal (bron: INSEE-tellingen).

## Geschiedenis
Op 23 oktober 2022 werden Bihucourt, Hendecourt-lès-Cagnicourt en Conty getroffen door een tornado die aanzienlijke schade veroorzaakte.